# Cristologia
Cristologia é o estudo sobre Cristo; é uma parte da teologia cristã que estuda e define a natureza de Jesus, a doutrina da pessoa e da obra de Jesus Cristo, com uma particular atenção à relação com Deus, às origens, ao modo de vida de Jesus de Nazaré, visto que estas origens e o papel dentro da doutrina de salvação tem sido objeto de estudo e discussão desde os primórdios do cristianismo.

## Eixo central da cristologia
A Cristologia tem sido debatida incansavelmente durante séculos, em várias nações, dentro de várias correntes cristãs, com pontos de vista semelhantes, divergentes e mesmo com algumas controvérsias. Alguns aspectos deste assunto muito debatidos no eixo central da cristologia no decurso da história do cristianismo são:
- A Natureza divino-humana de Jesus (União hipostática);
- A Divindade de Jesus;
- A Humanidade de Jesus;
- A Encarnação;
- A Revelação de Deus;
- Os Milagres;
- Os Ensinamentos;
- A Morte expiatória;
- A Ressurreição;
- A Ascensão;
- A Intercessão em nosso favor;
- A Parousia;
- A Posição como Cabeça de todas as coisas;
- A Centralidade dentro do mistério da vontade de Deus, dentro da restauração;
- A Volta ao mundo para reinar sobre aqueles que creêm nele.

### Disputas
Talvez a disputa mais antiga dentro do cristianismo centrou-se sobre se Jesus era Deus. Um número de cristãos primitivos acreditavam que Jesus não era divino, mas fora simplesmente o Messias humano prometido no Antigo Testamento, tal como o vê os fariseus contrariamente à vista mais geral dos outros judaico-cristãos. A inclusão da Genealogia de Jesus em Mateus 1:1–17 e Lucas 3:23–38 são explicadas às vezes por esta opinião.
Uma explanação alternativa é que eram uma oposição às doutrinas dos Cristãos Gnósticos que afirmavam que Jesus Cristo teve somente a ilusão de um corpo humano e, assim, nenhuma ancestralidade humana, como o via o docetismo.
A opinião de que Jesus era somente humano, como afirmava o adopcionismo, foi oposta por líderes da igreja tais como São Paulo, e veio eventualmente a serem aceitas somente por seitas como a dos ebionitas e (de acordo com São Jerônimo), mas logo subjugadas pelas igrejas ortodoxas de uma forma ou outra.

## A natureza de Cristo
A natureza de Jesus Cristo é uma questão da busca por determinar se Cristo era um homem com a tendência para pecar igual à de Adão antes do pecado (pré-lapsarianismo) ou uma tendência ao pecado, igual à de Adão depois do pecado (pós-lapsarianismo), ambas diretamente relacionadas com o Plano da Salvação, visto que o ministério de Cristo, se caracterizava pelo exemplo na superação do pecado, mostrando que era possível o homem viver sem pecar.
Entre as principais escolas que buscaram determinar a natureza de Cristo temos:
- Arianismo, que crê que Jesus, apesar de um ser superior, seja inferior ao Pai sendo uma criatura sua;
- Docetismo, defende que Jesus era um mensageiro dos céus e que seu corpo era "carnal" apenas na aparência e sua crucificação teria sido uma ilusão;
- Ebionismo, que crê em Jesus como um profeta, nascido de Maria e José, que teria se tornado Cristo no ato do batismo;
- Elcasaismo - recusam a divindade de Cristo, consideram-no o último dos profetas e chamam-lhe anjo Jesus;
- Monofisismo, segundo a qual Cristo teria uma única natureza composta da união de elementos divinos e elementos humanos;
- Nestorianismo, segundo a qual Jesus Cristo é, na verdade, duas entidades vivendo no mesmo corpo: uma humana (Jesus) e uma divina (Cristo);
- Miafisismo, que defende que em Jesus Cristo há a natureza humana e a natureza divina, mas que estas duas naturezas se unem natural e completamente para formar uma única e unificada Natureza de Cristo;
- Sabelianismo, o qual defendia que Jesus e Deus não eram pessoas distintas, mas sim "aspectos" ou "modos" diferentes do trato da Divindade com a humanidade;
- Trinitarismo, que crê em Jesus como a segunda pessoa da Trindade divina.

## Cristologia Ortodoxa

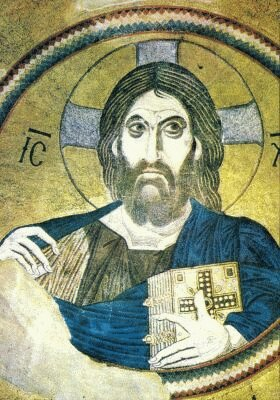
Mosaico retratando o Cristo Pantocrator, na Igreja de Daphne, Atenas, Grécia. A imagem foi terminada entre os anos de 1090 e 1100.

A Cristologia ortodoxa, defendida pelas Igrejas Católica, Ortodoxas e protestantes, tem por base o Concílio de Calcedônia (em 451 d.C., o qual estabelece as bases desta corrente, na qual o Cristo é verdadeiro Deus e verdadeiro Homem (união hipostática) e se apresenta em duas naturezas sem distinção, indivisíveis e inseparáveis, de tal forma que as propriedades de cada uma permanecem ainda mais firmes quando unidas numa só pessoa. Para os defensores desta cristologia, o termo "Filho de Deus" aplicado a Jesus deve ser interpretado com a natureza de Deus, gerado já desde o início de tudo e, portanto co-eterno.

## Cristologia monofisista
Discordando da Cristologia Ortodoxa, os miafisistas afastaram-se para compor as Igrejas ortodoxas orientais da Síria, da Armênia, do Egito, da Etiópia e da Índia do Sul. Para eles a natureza divina em Jesus era muito mais forte e preponderante daquela natureza humana.
Mas, estas mesmas Igrejas dissidentes rejeitam o rótulo de monofisista, porque elas afirmam que defendem na verdade o miafisismo, que é a crença de que em Jesus há a natureza humana e a natureza divina, mas que estas duas naturezas se unem para formar uma única e unificada Natureza de Cristo. Estas Igrejas afirmam que o miafisismo é diferente do monofisismo, mas esta doutrina cristológica igualmente se diverge da doutrina ortodoxa da união hipostática.

## Cristologia ariana
O arianismo, que recebeu este nome por ser derivado da doutrina de Ário, apresenta uma distinção clara entre o Cristo e o Logos como razão divina. O Cristo é apresentado como uma criatura pré-temporal, super-humana, a primeira das criaturas, não Deus, porém mais que homem.
"O logos é a própria razão divina a qual Deus pai admitiu sair de si mesmo sem a diminuição do seu próprio ser." (Justino Martir)